# Markus Scharrer
Markus „Max“ Scharrer (* 3. Juli 1974 in Mödling) ist ein ehemaliger österreichischer Fußballspieler. 

## Karriere
Scharrers erste Profistation war 1992 beim FC Admira/Wacker. 1996 wechselte er zum LASK Linz. Seine nächste Station war wieder in Oberösterreich bei der SV Ried. Mit den Innviertlern gewann er in der Saison 1997/98 im Finale gegen Sturm Graz sensationell den ÖFB-Cup, bevor er nach dieser erfolgreichen Saison zum FC Tirol Innsbruck wechselte und mit den Tirolern dreimal in Folge österreichischer Meister wurde. Nach dem Konkurs der Innsbrucker Erfolgsmannschaft wechselte er in die zweite Spielklasse, der Ersten Liga, und spielte eine halbe Saison beim SV Wörgl. Im Jänner 2003 wechselte Markus Scharrer zum SV Austria Salzburg. Als nur einer von wenigen Spielern wurde Markus Scharrer nach der Übernahme durch Red Bull behalten, wechselte aber dann im September 2006 zu seinem Stammverein FC Trenkwalder Admira Wacker Mödling in die Erste Liga.
Nach drei Jahren und einem verpassten Aufstieg sowie Pokalsieg wechselte Scharrer im Sommer 2009 in die höchste österreichische Spielklasse zum Kapfenberger SV, dem er im Sommer 2010 den Rücken kehrte, indem er in die Regionalliga West zum SV Seekirchen wechselte.

## Titel und Erfolge
- 3 × Österreichischer Meister: 2000, 2001, 2002 (FC Tirol)
- 1 × Österreichischer Vizemeister: 2006 (Red Bull Salzburg)
- 1 × Österreichischer Pokalsieger: 1998 (SV Ried)